# Fascolarctide
Fascolarctidele (Phascolarctidae)  (din greacă phaskōlos = pungă + arktos = urs) este o familie de marsupiale, din ordinul Diprotodontia, fiind formată dintr-o singură specie existentă în prezent, koala, și alte 11 specii dispărute. Ruda cea mai apropiată a familiei Phascolarctidae este vombatul, care formează familia Vombatidae.

## Descrierea
Koala are o lungimea cap + trunchi = 600-850 mm, coada este vestigială, iar greutatea este de 4-15 kg. Greutatea medie în Victoria a fost de aproximativ 10,4 kg pentru masculi și de 8,2 kg pentru femele.
Blana deasă și lânoasă este cenușie pe spate și albicioasă pe abdomen. Crupa este acoperită de multe ori cu pete, iar urechile sunt franjurate cu alb.
Corpul compact, capul și nasul mare și urechile mari, păroase îi dau o înfățișare  caraghioasă, atrăgătoare.
Atât piciorul anterior, cât și piciorul posterior au cinci degete, toate cu gheare puternice, în afară de primul deget al piciorului posterior, care este scurt și foarte mult lățit. Al doilea și al treilea deget al piciorului posterior sunt relativ mici și parțial sindactilice, însă au ghearele separate. Primul și al doilea deget al piciorului anterior sunt opozabile celorlalte trei degete. Palmele și tălpile sunt granuloase.
Formula dentară este: 3•1•1•4/1•0•1•4 x 2 = 30. Incisivul inferior și primul incisiv superior sunt mari, caninul este mic, iar molarii sunt neascuțiți și tuberculați.
Sacii bucali și cecul de 1,8-2,5 metri înlesnesc digestia frunzelor mari și fibroase de eucalipt, care constituie hrana principală.
Femelele au două mamele; marsupiul lor se deschide înapoi și se extinde în sus și înainte.
Craniul este masiv și turtit lateral. Bulele timpanice sunt alungite și turtite lateral.

## Comportamentul
Koala sunt în general animale nocturne și arboricole, coborând pe pământ numai pentru a se  muta în alt arbore, pentru a se hrăni sau a linge solul sau pietrișul, care înlesnesc digestia.
Deși koala este adesea considerat ca un animal lent și care, de obicei, se mișca cu o viteză mică, grație picioarelor sale relativ lungi, el se poate mișca rapid pe pământ sau în sus, pe trunchiul unui copac.
Koala sunt inactivi mai mult de 20 de ore pe zi și sunt, de obicei, solitari și ocupă domenii vitale restrânse, aflate în mijlocul câtorva copaci mari, pe care se hrănesc pentru perioade de ani de zile. Mărimea domeniului vital este în medie de 1,70 hectare pentru masculii adulți și 1,18 hectare pentru femele. Domeniile vitale a masculilor și a femelelor se suprapun considerabil și perechile tind să folosească aceiași copaci din teritoriile lor comune. Într-un studiu al populației koala introdusă în insula Cangurului, Australia de Sud, s-a constatat că fiecare individ ocupă un teritoriu de aproximativ 1,0-2,5 hectare, care conține câțiva copaci preferați, pe care se hrănesc. Domeniile vitale ale adulților sunt în mare măsură separate, dar există o suprapunere parțială între sexe. Din 943 koala observate, doar 11% au fost în perechi și doar 1% din trei animale. Pătrunderea într-un copac ocupat duce la un atac feroce din partea rezidentului.
Masculii scot un strigăt puternic în timpul sezonului de reproducere și aparent demarchează un teritoriu prin această vocalizare și prin secreția unui miros puternic dintr-o glandă sternală. Se disting o serie de sunete, inclusiv răgete, cel mai frecvent emise noaptea și care, probabil, servesc la spațierea masculilor dominanți, și diverse gemete și țipete legate de întâlniri întâmplătoare sexuale sau antagonistice cu alți indivizi. Masculii marchează teritoriul și cu urină, precum și prin frecarea de arbori cu glandele sternale.
Masculii din orice populație dată stabilită sunt în cea mai mare parte cu vârste peste cinci ani sau sub doi ani, iar grupul mai în vârstă cuprinzând masculi dominanți și un grup de masculi tineri format din animalele imature care se vor dispersa în curând pentru a căuta locuri în alte populații. În contrast, femelele tinere tind să rămână în preajma mamele lor.

## Hrana
Hrana principală este formată din frunze mari și fibroase de eucalipt. În afară de frunzele și scoarța tânără a aproximativ 12 de specii de eucalipt, koala poate să mănânce, de asemenea, frunze de vâsc și cimișir (Tristania).
Animalul are un miros caracteristic de eucalipt.

## Reproducerea
În timpul sezonului de reproducere masculii încearcă să-și apere teritoriul care conține mai multe femele.
Sezonul de reproducere se extinde din septembrie până în ianuarie în Noua Galie de Sud și din noiembrie până în februarie în Victoria. Pe insula Cangurului, nașterile au avut loc de la sfârșitul lunii decembrie, până la începutul lunii aprilie, cu un maxim în luna februarie.
Femelele sunt sezonier poliestrale, cu un ciclu estral de aproximativ 35 de zile și se reproduc de obicei o dată pe an. Pierderea puiului din pungă marsupială în timpul sezonului de reproducere este urmată de o ovulație suplimentară și, uneori, de o altă naștere. Perioada de gestație este variabilă, dar în medie este de aproximativ 35 zile, iar numărul obișnuit al puilor la o naștere este de 1, cu toate că au fost înregistrați în mod regulat gemeni.
Puiul cântărește mai puțin de 0,36 grame la naștere, trăiește în pungă marsupială 5-7 luni și este înțărcat la 6-12 luni. Spre sfârșitul vieții lor în punga marsupială pentru o perioadă de până la șase săptămâni puiul se hrănește regulat cu un material trecut prin tractul digestiv al mamei.
Ambele sexe pot atinge maturitatea sexuală la 2 ani, dar pot să nu înceapă să se reproducă imediat. Maturitate fizică completă este atinsă în al patrulea an sau după la femele și al cincilea an la masculi, iar acesta din urmă, probabil, se împerechează rar înainte de această dată. Au fost observate în natură femele reproductiv active în vârstă de 12 ani. O femelă cu vârsta de 17-18 de ani a fost capturată, iar koala ținut în captivitate poate trăi 20 de ani.

## Răspândirea și habitatul
Koala (Phascolarctos cinereus) are un areal actual care se extinde din sud-estul statului Queensland, prin estul statului Noua Galie de Sud și Victoria până în sud-estul Australiei de Sud. În timpul pleistocenului superior koala se întâlnea, de asemenea, în sud-vestul Australiei de Vest, unde se pare că există încă habitate adecvate.
Koala trăiesc numai în pădurile de eucalipt.

## Sistematica
Singurul gen și specie care trăiește în prezent este koala (Phascolarctos cinereus). 
Phascolarctos a fost plasat adesea în familia Phalangeridae, dar acum este considerat că reprezintă o familie distinctă și foarte primitivă cu unele afinități cu familia Vombatidae.
Gama geologică a familiei Phascolarctidae este din miocenul mijlociu până în holocen în Australia. 
Familia Phascolarctidae are cinci genuri și 12 specii actuale și fosile:
- Gen †Invictokoala
- Gen †Koobor
  - †K. jimbarrati
  - †K. notabilis
- Gen †Litokoala
  - †Litokoala garyjohnstoni
  - †Litokoala kutjamarpensis
  - †Litokoala kanunkaensis
- Gen †Madakoala
  - †Madakoala robustus
  - †Madakoala wellsi
  - †Madakoala devisi
- Gen †Nimiokoala
- Gen †Perikoala
  - †P. palankarinnica
  - †P. robustus
- Gen Phascolarctos
  - P. cinereus - Koala
  - †P. stirtoni - Koala uriaș